# 埃利奥特·克雷斯坦
埃利奥特·克雷斯坦（荷蘭語：Eliott Crestan，1999年2月22日—），比利时男子田径运动员，2018年世界U20田径锦标赛男子800米铜牌得主、2023年欧洲室内田径锦标赛男子800米铜牌得主、2024年世界室内田径锦标赛男子800米铜牌得主。